# Diospyros orthioneura
Diospyros orthioneura är en tvåhjärtbladig växtart som beskrevs av Friedrich Ludwig Diels. Diospyros orthioneura ingår i släktet Diospyros och familjen Ebenaceae. Inga underarter finns listade i Catalogue of Life.